# Вретено
Вретеното (още шпиндел) е уред, с помощта на който влакна като вълна, лен, коноп, памук се пресукват в прежда (изпредена нишка). Представлява къса, заоблена дървена пръчка със заострени краища. Често се утежнява в долната, средната или горната част, обикновено чрез диск или сферичен обект, наречен вихър; много вретена обаче се утежняват просто чрез удебеляване на формата откъм дъното им, напр. Оренбургските и френски вретена. Вретеното също може да има кука, жлеб или прорез в горната част, за да насочва преждата. Вретената се предлагат в много различни размери и тегла, в зависимост от дебелината на преждата, която човек желае да получи.

## История
Произходът на първото дървено вретено е загубен в историята, тъй като материалите не са оцелели. Вретената датират поне от неолита; откривани са при археологически разкопки по целия свят.
Вретеното е част от традиционните чекръци. Вретена се използват и при индустриалното производство на прежди.
Дървесината, традиционно предпочитана за изработване на вретена, е тази на Euonymus europaeus, откъдето произлиза традиционното английско име spindle bush.